# Prezydenci Mozambiku
| Osoba                      | Osoba | Osoba | Kadencja                   | Kadencja                   | Partia polityczna          |
| #                          | Portret | Imię i nazwisko | Od                         | Do                         | Partia polityczna          |
| Ludowa Republika Mozambiku | Ludowa Republika Mozambiku | Ludowa Republika Mozambiku | Ludowa Republika Mozambiku | Ludowa Republika Mozambiku | Ludowa Republika Mozambiku |
| -------------------------- | --- | --- | -------------------------- | -------------------------- | -------------------------- |
| 1                          | | Samora Machel (1933–1986) | 25 czerwca 1975            | 19 października 1986       | FRELIMO                    |
| –                          | Biuro Polityczne Komitetu Centralnego FRELIMO(Marcelino dos Santos, Joaquim Chissano, Alberto Chipande, Armando Guebuza, Jorge Rebelo, Mariano de Araújo Matsinhe, Sebastião Marcos Mabote, Jacinto Soares Veloso, Mário da Graça Machungo oraz José Óscar Monteiro) | Biuro Polityczne Komitetu Centralnego FRELIMO(Marcelino dos Santos, Joaquim Chissano, Alberto Chipande, Armando Guebuza, Jorge Rebelo, Mariano de Araújo Matsinhe, Sebastião Marcos Mabote, Jacinto Soares Veloso, Mário da Graça Machungo oraz José Óscar Monteiro) | 19 października 1986       | 6 listopada 1986           | FRELIMO                    |
| 2                          | | Joaquim Chissano (1939–) | 6 listopada 1986           | 1 grudnia 1990             | FRELIMO                    |
| Republika Mozambiku        | | |                            |                            |                            |
| (2)                        | | Joaquim Chissano (1939–) | 1 grudnia 1990             | 2 lutego 2005              | FRELIMO                    |
| 3                          | | Armando Guebuza (1943–) | 2 lutego 2005              | 15 stycznia 2015           | FRELIMO                    |
| 4                          | | Filipe Nyusi (1959–) | 15 stycznia 2015           | 15 stycznia 2025           | FRELIMO                    |
| 5                          | | Daniel Chapo (1977–) | 15 stycznia 2025           | nadal                      | FRELIMO                    |
|                            | | |                            |                            |                            |